# Shucheng
Shucheng (chiń. upr. 舒城县; chiń. trad. 舒城縣; pinyin Shūchéng Xiàn)) – powiat w południowo-wschodniej części prefektury miejskiej Lu’an w prowincji Anhui w Chińskiej Republice Ludowej. Liczba mieszkańców powiatu, w 2010 roku, wynosiła 749 273.